# Jean Mottard
Jean Mottard (Herstal, 19 april 1925 - Luik, 22 juli 2006) was een Belgisch volksvertegenwoordiger.

## Levensloop
Mottard promoveerde tot doctor in de rechten aan de Universiteit van Luik. Hij vestigde zich als advocaat in Luik en pleitte in enkele belangrijke zaken, onder meer in het Softenonproces. Hij was stagemeester van Jean Gol.
Als Waals militant nam hij deel aan het Waals nationaal congres van 1945 in Luik. Hij werkte mee aan Forces nouvelles, een weekblad van de UDB (Union démocratique belge), een (vergeefse) poging om progressieve Belgen van christelijke gezindte te groeperen buiten de Christelijke Volkspartij. Na de stakingen van 1960-61 tegen de Eenheidswet sloot hij zich aan bij het Mouvement Populaire Wallon van André Renard. Hij werd toen voorstander van een dialoog met Vlaamse federalisten.
Hij trad toe tot het Rassemblement Wallon, nadat het naar links zwenkte, en stelde zich kandidaat bij de wetgevende verkiezingen van 1977.
In 1981 stichtte hij het nieuwe Rassemblement Populaire wallon, samen met Yves de Wasseige en Paul-Henry Gendebien, uit protest tegen het samengaan van het RW en de FDF. In 1982 werd Mottard de voorzitter van het RPW. In Luik vormde deze nieuwe partij een kartel met de PS, onder de naam Rassemblement des progressistes. Hij werd in 1981 verkozen tot lid van de Kamer van volksvertegenwoordigers voor het arrondissement Luik en in 1988 trad hij toe tot de PS. Hij was voorstander geworden van een onafhankelijk Wallonië. Hij bleef volksvertegenwoordiger tot in 1991. Vanuit dit mandaat zetelde hij tevens in de Waalse Gewestraad en de Franse Gemeenschapsraad.
Hij was ook gemeenteraadslid van Luik, van 1983 tot 1994. Na 1991 legde hij zich hoofdzakelijk opnieuw op de advocatuur toe.
Hij was ook actief in de theaterwereld en stichtte, met de dochter van Jean Rey, het 'Théâtre de l'Étuve'.